# Reattore nucleare BN

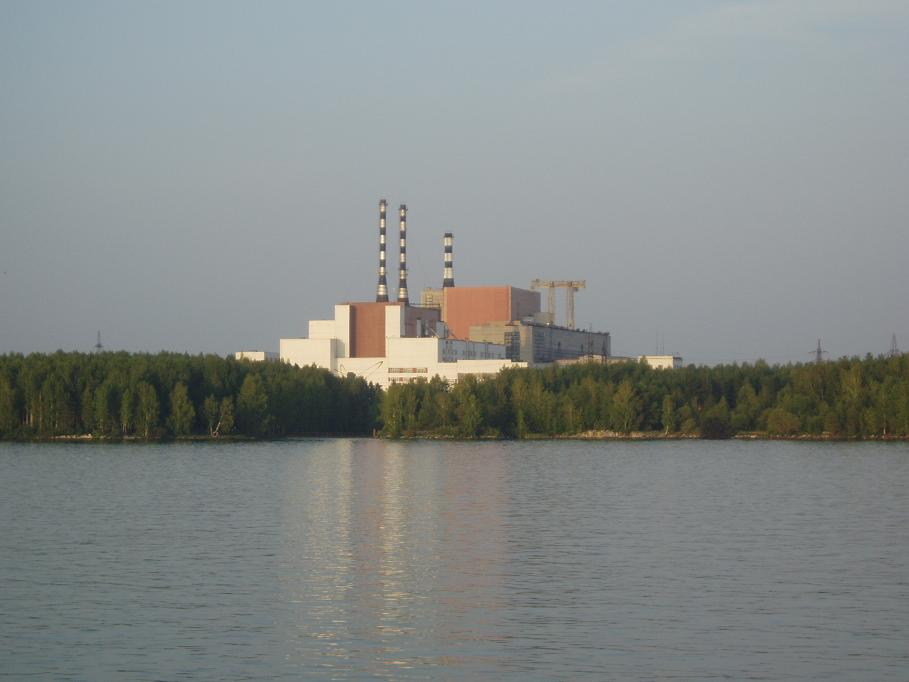
Vista della centrale nucleare di Beloyarsk che ospita il BN-600 oggi in funzione.

Il reattore BN (in russo быстрых нейтронах?, Bystrie Neytrony o neutroni veloci) è un reattore nucleare veloce autofertilizzante a sodio liquido studiato dall'Unione Sovietica prima e dalla Russia oggi, in varie versioni di differente potenza.

## Reattore BN350

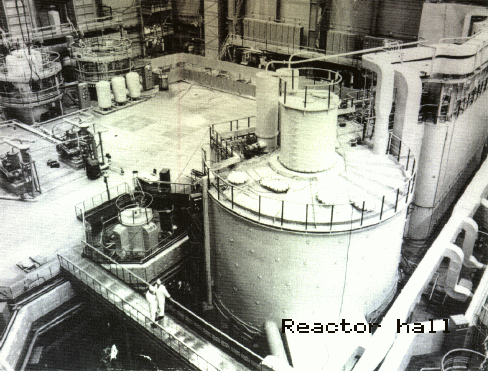
Reattore nucleare autofertilizzante Shevchenko BN-350 e impianto di dissalazione situato sulle rive del mar caspio. La centrale nucleare poteva generare 150 MW di energia elettrica e allo stesso tempo fornire vapore per il funzionamento dell'associato impianto di dissalazione. Vista dell'interno della sala del reattore.

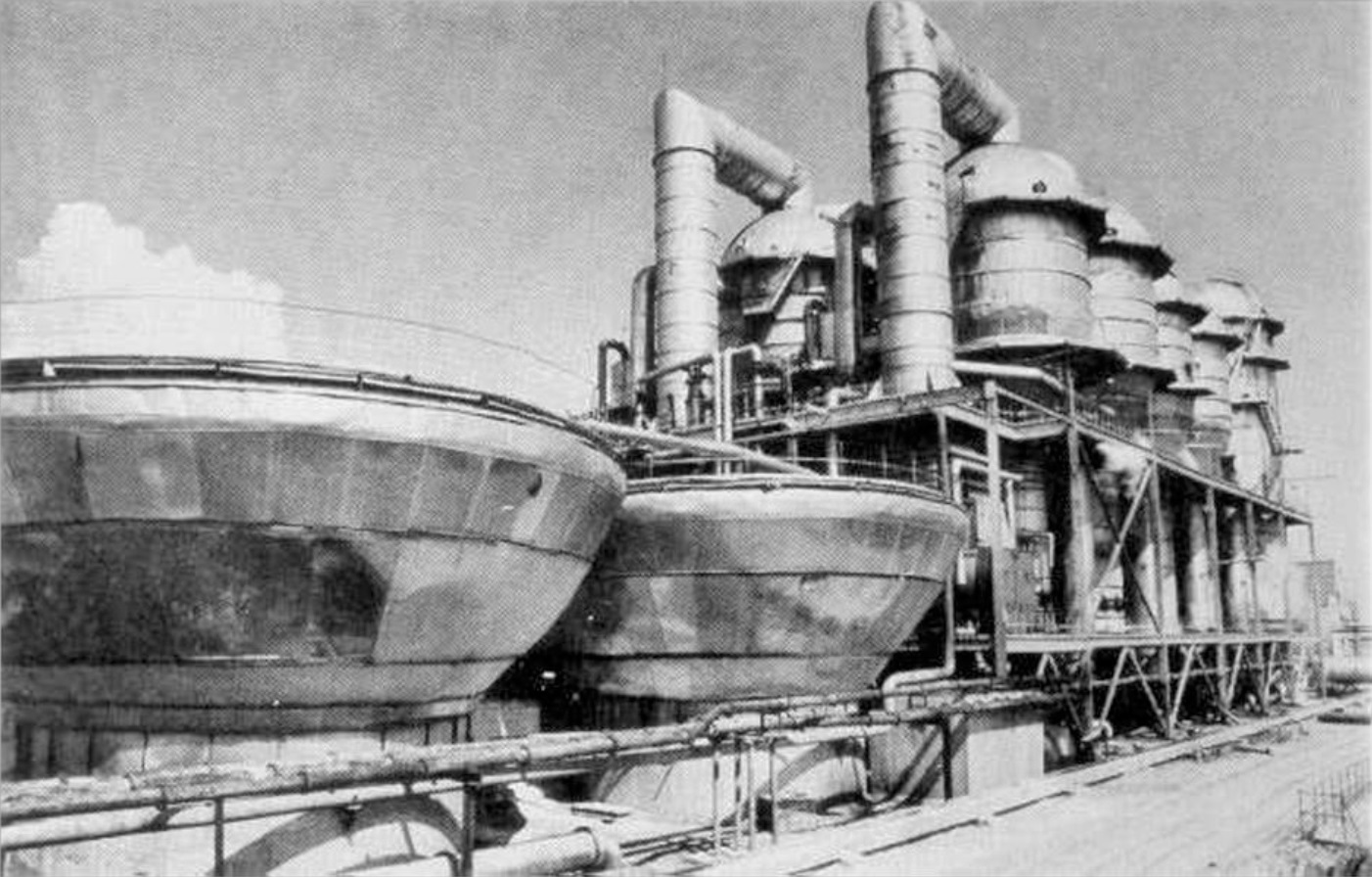
Unità di dissalazione BN-350. Vista dell'unica unità di dissalazione al mondo alimentata dal calore proveniente da reazione nucleare.

Il BN-350 era un reattore nucleare veloce autofertilizzante situato nella centrale nucleare di Aqtau (precedentemente conosciuta come Ševčenko dal 1964 al 1992), in Kazakistan, sulle rive del mar Caspio. La costruzione del BN-350 iniziò nel 1964 e cominciò a produrre elettricità nel 1973. Oltre a produrre elettricità per la città (150 MWe di energia elettrica), il BN-350 aveva anche la funzione di produrre plutonio e, caratteristica unica al mondo, per la dissalazione dell'acqua marina e la fornitura di acqua dolce (120 000 m³ di acqua al giorno) alla città.
La data ufficiale di conclusione del progetto era stata fissata al 1993, e nel giugno 1994 il reattore fu costretto allo spegnimento a causa della mancanza di fondi per l'acquisto del rifornimento di combustibile. Nel 1995 è scaduta la licenza operativa della centrale. Tuttavia l'impianto continuò a funzionare ben oltre le previsioni e le sue capacità, per cessare completamente ogni attività solo nel 1999, allorché il plutonio combustibile cessò di autogenerarsi per esaurimento del materiale fertile.

## Reattore BN600
Il reattore BN-600 (in russo быстрых нейтронах?, Bystrie Neytrony o neutroni veloci) è un reattore nucleare veloce autofertilizzante a sodio liquido situato nella centrale nucleare di Beloyarsk, a Zarečnyj (Oblast' di Sverdlovsk), Russia. L'inizio del progetto è del 1969 ed è in funzione sin dall'aprile del 1980.
Progettato per una potenza di 600 MW elettrici, fornisce normalmente 560 MW alla rete elettrica degli Urali centrali. 
Rispetto al Phénix o al Superphénix utilizza come combustibile ossido di uranio arricchito al 17-26%. Le parti principali del reattore sono localizzate in una piscina di sodio liquido che viene utilizzato anche come raffreddamento e fluido di lavoro ad una temperatura di 550 °C.
Il BN-600 è stato giudicato sicuro. Tutti gli incidenti furono sotto il criterio "Off site impact" della scala INES, cioè trascurabili per la sicurezza. Il solo incidente di livello 1 della scala INES fu una perdita di sodio liquido dal circuito ausiliario primario del sistema di purificazione occorso il 7/10/93 ma che ha causato un insignificante rilascio in atmosfera di radiazioni equivalenti a un incremento di 0.001 del fondo di radioattività naturale nell'immediato intorno della centrale.

## Reattore BN800
Il reattore BN-800 é nato nel 1983 come successore del reattore BN-600 ed è anch'esso situato nella centrale nucleare di Beloyarsk (della quale costituisce l'unitá numero 4). In questo reattore sperimentale sono state studiate le tecnologie per sviluppare il primo reattore che Rosatom candiderà al riconoscimento ufficiale di quarta generazione: il BN-1200. Il progetto è stato fermato subito dopo l'incidente di Chernobyl nel 1986 ed è ripreso solo nel 2006, raggiungendo la prima criticità nel 2014 e la connessione alla rete elettrica nel febbraio 2016, raggiungendo la piena potenza nominale ad agosto 2016 e la produzione commerciale di energia il 1º novembre 2016. Il progetto ebbe un costo di 140.6 miliardi di rubli (indicativamente 2.17 miliardi di dollari)
Il reattore fu parte dell'accordo Plutonium Management and Disposition Agreement firmato tra Stati Uniti e Russia nel 2001 per trasformare 34 tonnellate complessive di plutonio ad uso bellico in plutonio per reattori, addizionando ad esso gli altri prodotti di fissione più altamente radioattivi all'interno del combustibile esaurito e sfruttando in larga parte proprio il reattore BN-800 per la conversione (di fatto il reattore è considerato un plutonium-burner core, ovvero un reattore in grado di bruciare e così facendo distruggere plutonio bellico estraendo energia da esso).
Nel 2016, il presidente degli Stati Uniti Barack Obama ha annullato la costruzione dell'impianto di fabbricazione del combustibile MOX statunitense previsto dall'accordo, citando il superamento dei costi come motivo principale dell'interruzione e proponendo invece che la quota statunitense di plutonio venisse mescolata con materiale non radioattivo e smaltito nella struttura WIPP statunitense. Questa operazione però non avrebbe escluso la possibilità di riottenere il plutonio bellico sfruttando un procedimento opposto.
Il 3 ottobre 2016, il presidente russo Vladimir Putin ha ordinato la sospensione dell'accordo perché gli Stati Uniti non hanno rispettato i propri obblighi.

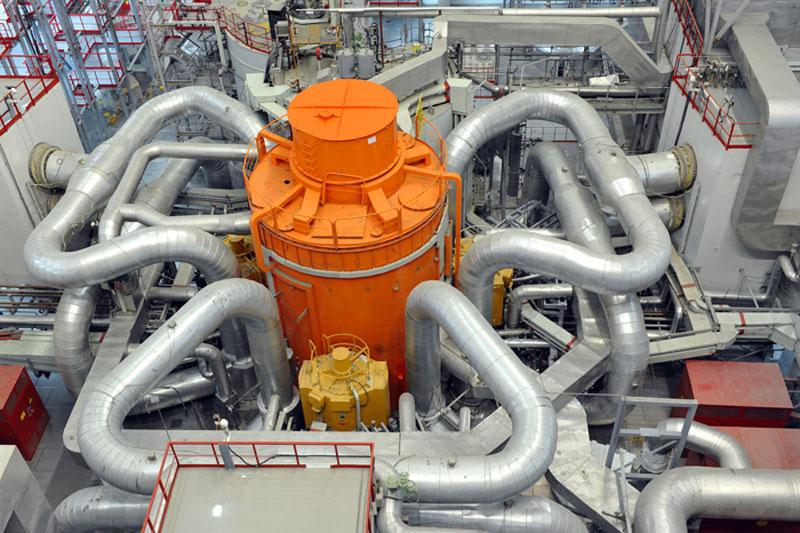
reattore nucleare BN-800

A settembre 2022 il reattore è stato avviato per la prima volta esclusivamente con combustibile MOX uranio-plutonio riprocessato.

### Design
L'impianto è un pool-type LMFBR in cui il reattore, le pompe del refrigerante, gli scambiatori di calore intermedi e le relative tubazioni si trovano tutti in un comune pool di sodio liquido. Il progetto generale ricalca quello dell'EBR-II, entrato in servizio nel 1963, ma con sostanziali modifiche anche avvenute in corso d'opera: la seconda revisione nel 1993 infatti vide un aumento della potenza elettrica del 10% a 880 MWe a seguito di una aumentata efficienza delle turbine degli alternatori.
Il nocciolo del reattore è, per dimensioni e proprietà meccaniche, molto simile al nocciolo del reattore BN-600, ma la composizione del combustibile è molto diversa. Mentre il BN-600 utilizza diossido di uranio mediamente arricchito, il BN-800 brucia combustibile misto uranio-plutonio, fornendo quindi anche informazioni circa il funzionamento di un ciclo di combustibile chiuso.
L'unità prevede diversi circuiti di raffreddamento indipendenti a tre stadi, dove il sodio circola sia nel circuito primario che in quello secondario mentre nel terzo stadio viene utilizzata acqua. Ciascuno comprende una pompa sul circuito primario per il sodio, due scambiatori di calore intermedi, una pompa per il loop secondario per il sodio con una vasca di espansione posta a monte e un serbatoio di scarico di emergenza della pressione. Viene alimentato infine un generatore di vapore, che a sua volta alimenta una turbina che mette in movimento l'alternatore.
Molte strutture sono state progettate per ospitare sia il BN-800 che il suo successore commerciale, il BN-1200.
Il reattore opera a ciclo chiuso, con un carico di combustibile consistente in 15t di U-238 addizionato al 20.5% di plutonio, ricavabile da barre di combustibile esaurito proveniente da reattori di III generazione.

## Reattore BN1200
Proposto come primo reattore commerciale della famiglia, il progetto è attualmente in sviluppo presso la OKBM Afrikantov a Zarečnyj. Condivide una forte base con il BN-800, del quale rappresenta essenzialmente una versione a potenza maggiorata. Originariamente il piano prevedeva la costruzione di 8 reattori BN-1200 nel 2012, ridotti a due esemplari ordinati effettivamente con l'inizio costruzione previsto per il 2015 nella centrale di Beloyarsk e il commissioning nel 2017, seguito poi dal secondo sempre nella stessa centrale. Nel 2015, a seguito di alcuni problemi emersi dalla costruzione del BN-800, si rese necessario un redesign del progetto che pospose il BN-1200 ulteriormente, con l'entrata in funzione a piena potenza entro il 2035.

### Design
Il reattore nucleare BN-1200 nasce con l'intenzione di essere più economicamente competitivo del predecessore BN-800, aumentando la potenza generata e al contempo incrementandone anche la sicurezza. Dal punto di vista economico, viene adottato un sistema di refueling più semplice e una licenza estesa a 60 anni, mentre dal punto di vista della sicurezza si vede l'eliminazione di una parte esterna del circuito primario e l'adozione di un sistema di rimozione calore passivo. 
Il reattore ha un rapporto di conversione di 1.2 fino a 1.3-1.35 per combustibile MOX e 1.45 per nitruro di uranio, utilizza carburo di boro come schermo interno e una temperatura del sodio nel loop primario di 550 °C allo scambiatore di calore e di 527 °C al generatore di vapore. L'efficienza netta é stimata intorno al 39%.
Venne proposto anche un design maggiorato conosciuto con il nome di BN-1600, molto simile al BN-1200, sebbene attualmente non sia in fase progettuale.

## Caratteristiche tecniche
|                         | BN-350                     | BN-600                         | BN-800                         | BN-1200                                   |
| ----------------------- | -------------------------- | ------------------------------ | ------------------------------ | ----------------------------------------- |
| Luogo                   | Centrale nucleare di Aktau | Centrale nucleare di Beloyarsk | Centrale nucleare di Beloyarsk | Centrale nucleare di Beloyarsk (proposto) |
| Inizio costruzione      |                            | 1969                           | 1983                           | 2025 (stimato)                            |
| Prima criticità         |                            | 08-04-1980                     | 27-06-2014                     | 2030 (stimato)                            |
| Stato                   | In decommissioning         | Operativo                      | Operativo                      | Pianificato                               |
| Dismissione             | 22-04-1999                 |                                |                                |                                           |
| Combustibile            | diossido di uranio         | 17-26% U²³⁵                    | MOX o nitruro U+Pu             |                                           |
| Ciclo di combustibile   | aperto                     | aperto                         | chiuso                         | chiuso                                    |
| Raffreddamento primario | sodio fuso                 | sodio fuso                     | sodio fuso                     | sodio fuso                                |
| Potenza termica         |                            |                                | 2100 MW                        | 2900 MW                                   |
| Potenza netta elettrica | 150 MWe                    | 560 MWe                        | 789 MWe                        | 1220 MWe                                  |